# Chastellux-sur-Cure
Chastellux-sur-Cure is een gemeente in het Franse departement Yonne (regio Bourgogne-Franche-Comté) en telt 158 inwoners (2009). De plaats maakt deel uit van het arrondissement Avallon.
In de gemeente ligt het kasteel van Chastellux. Deze van oorsprong van feodale burcht ligt op een rots boven de Cure en was een bezit van de heren van Chastellux. De gemeente heeft geen historische dorpscentrum en bestaat enkel uit verspreide gehuchten.

## Geografie
De oppervlakte van Chastellux-sur-Cure bedraagt 10,6 km², de bevolkingsdichtheid is 15,0 inwoners per km².
De onderstaande kaart toont de ligging van Chastellux-sur-Cure met de belangrijkste infrastructuur en aangrenzende gemeenten.

## Demografie
Onderstaande figuur toont het verloop van het inwonertal (bron: INSEE-tellingen).